# Массіні Катерина Августівна
Катерина Августівна Массіні, при народженні Веденяпіна (1840, Петербург — 25 лютого 1912, Київ) — російська оперна співачка (сопрано), педагогиня.

## Біографія
Навчалась в Петербурзькій консерваторії, з 1864 року — приватно в Мілані. У 1986 році дебютувала в театрі «Ла-Скала» під псевдонімом Массіні.
Виступала на оперних сценах Мілана, Мадрида, Лісабона, Одеси (1868, 1872—1874), Києва (1874—1878), Москви. Солістка Большого театру (1876—1881), гастролювала в Казані (1878—1879).
На початку XX ст. жила в Києві в будинку № 36-а по вул. Саксаганського.
Петро Чайковський присвятив Катерині Міссіні романс «Он так меня любил» (ор. 28, № 4).
Останні роки життя провела у бідності. Жила на вулиці Саксаганського 36.

## Репертуар
Мала гнучкий голос ніжного, м'якого тембру, легкої колоратури.
В репертуарі — партії лірико-колоратурного сопрано, драматичного сопрано, меццо-сопрано.
Виконувала перші партії:
- Натальї («Опричник» П. Чайковського) в Києві; композитор дав високу оцінку виконанню цієї партії);
- Амнеріс («Аїда» Верді) у Большому театрі;
- Міньйон («Міньйон» А. Тома) на Російській сцені.

Інші партії: Маргарита («Фауст» Гуно), Тамара («Демон» А. Рубінштейна), Агата («Вільний стрілець» Вебера), Адіна, Лючія ди Ламмермур, Аміна, Валентина, Віолетта, Азучена, Амнеріс, Рахіль («Юдейка» Галеві).

## Викладацька діяльність
В 1900—1912 роках викладала в Києві, зокрема в Музичній школі С. Блуменфельда, та в Одесі. Серед учнів: Є. Горянський, Т. Леліва-Копистинський, Д. Рознатовський, Г.  Внуковський, М. Ростовська-Ковалевська.